# Tylototriton ziegleri

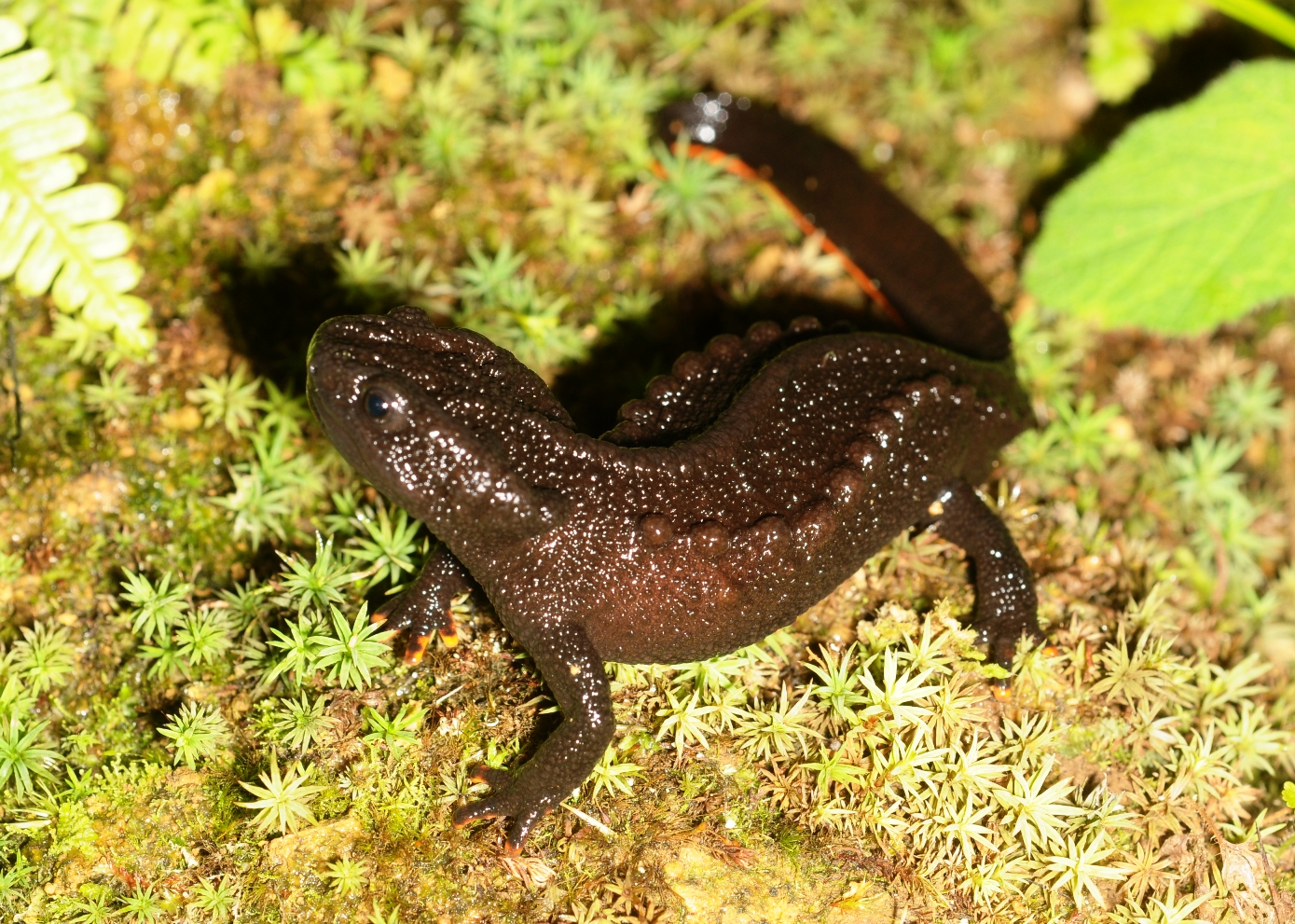
Weibchen

Tylototriton ziegleri ist eine Molchart aus der Gattung der Krokodilmolche (Tylototriton).

## Beschreibung
Tylototriton ziegleri ist eine mittelgroße Art der Krokodilmolche. Die Kopf-Rumpf-Länge beträgt bei dem einzigen vermessenen Weibchen 70,8, bei Männchen 54,4 bis 68,3 Millimeter. Die Haut ist rau und fein granuliert. Auf dem Kopf befinden sich ausgeprägte, knochige Leisten. Eine weitere Leiste ist auf dem Rücken ausgebildet, diese verläuft in Längsrichtung in der Mitte des Rückens und ist auffällig und segmentiert. Diese Leiste bildet eine Reihe von Drüsen. Die Rippenknoten sind auffällig. Die Extremitäten sind lang und dünn. Wenn die Vorder- und Hinterbeine an den Körper gepresst sind, überlappen sich ihre Enden erheblich. Der Schwanz ist dünn. Der Rücken ist schwärzlich, der Bauch etwas heller gefärbt. Hell orange sind die Rippenknoten, Finger- und Zehenspitzen sowie Teile von Handfläche und Fußsohle. Außerdem verläuft ein ebenfalls hell orange getönter Streifen auf der Körperunterseite vom Steiß bis zum Schwanzende.

## Vorkommen und Lebensweise
Tylototriton ziegleri kommt im nördlichen Vietnam in den Provinzen Ha Giang und Cao Bang vor, möglicherweise auch noch in Lao Cai. Die Art ist hauptsächlich terrestrisch, das heißt, sie lebt an Land und ist deshalb schwer zu finden. Exemplare von Tylototriton ziegleri wurden in dauerhaften und in austrocknenden Teichen, kleinen Feuchtgebieten und in überfluteten Flächen an Flüssen gefunden. Die Fortpflanzungszeit liegt im April und Mai. Eier werden in 50 bis 60 Zentimeter Abstand vom Gewässerufer auf dem Boden abgelegt und von den Eltern nicht bewacht. Die Schlüpflinge kriechen an regnerischen Tagen ins Gewässer. Die Metamorphose der Larven beginnt nach Juli. Die Larven überwintern nicht.

## Systematik
Tylototriton ziegleri wurde 2013 von Kanto Nishikawa, Masafumi Matsui und Tao Thien Nguyen erstbeschrieben. Die Art ist nach Thomas Ziegler vom Kölner Zoo benannt, um ihn für seine Beiträge zum Verständnis der Herpetofauna Vietnams zu ehren. Innerhalb der Gattung Tylototriton wird Tylototriton ziegleri in die Tylototriton asperrimus-Gruppe gestellt.

## Belege
1. 1 2 3 4  Kanto Nishikawa, Masafumi Matsui, Tao Thien Nguyen: A New Species of Tylototriton from Northern Vietnam (Amphibia: Urodela: Salamandridae). In: Current Herpetology. Band 32, Nr. 1, 2013, S. 34–49.